# Техада, Тиа
Тиа Техада (англ. Tia Texada, настоящее имя Тиа Николь Такер англ. Tia Nicole Tucker, род. 14 декабря 1971) — американская актриса.

## Биография
Тиа Техада родилась в Луизиане и начала свою карьеру как певица, в начале своей карьеры появлялась в таких сериалах как «Скорая помощь» и «Полиция Нью-Йорка».
В 1996 году Техада была членом актёрского состава недолго просуществовавшей подростковой мыльной оперы NBC «Побережье Малибу». С тех пор она продолжала появляться на телевидении, а также сыграла роли второго плана в нескольких кинофильмах, включая «Тень сомнения» (1998), «Сестричка Бетти» (2000), «Блеск» (2001), «Телефонная будка» (2002) и «Спартанец» (2004). Наибольшей известности Техада добилась благодаря роли сержанта Марицы Крус в сериале NBC «Третья смена», где она снималась с 2002 по 2005 год. После его завершения её карьера складывалась вокруг гостевых ролей в «Отряд „Антитеррор“», «C.S.I.: Место преступления Майами», «Мыслить как преступник», «Все ненавидят Криса» и «Чак». В 2010 году у неё была второстепенная роль в сериале ABC Family «Пухлики».

## Избранная фильмография
| Год  |   | Русское название         | Оригинальное название                  | Роль            |
| ---- | - | ------------------------ | -------------------------------------- | --------------- |
| 1996 | ф | От заката до рассвета    | From Dusk Till Dawn                    | танцовщица      |
| 1998 | ф | Тень сомнения            | Shadow of Doubt                        | Кончита Перес   |
| 1998 | ф | Поли                     | Paulie                                 | Руби / Лупе     |
| 1998 | ф | Неизвестный велосипедист | The Unknown Cyclist                    | Лола            |
| 1999 | ф | Тринадцатый этаж         | The Thirteenth Floor                   | соседка Наташи  |
| 2000 | ф | Сестричка Бетти          | Nurse Betty                            | Роза            |
| 2000 | ф | На живца                 | Bait                                   | Тика            |
| 2001 | ф | 13 разговоров об одном   | Thirteen Conversations About One Thing | Дорри           |
| 2001 | ф | Блеск                    | Glitter                                | Роксанна        |
| 2002 | ф | Дьявольски безумен       | Crazy as Hell                          | Лупа            |
| 2002 | ф | Телефонная будка         | Phone Booth                            | Эйша            |
| 2003 | ф | Добро пожаловать в район | Welcome to the Neighborhood            | Стефани         |
| 2004 | ф | Спартанец                | Spartan                                | Джеки Блэк      |
| 2008 | ф | Рождение чёрной луны     | Black Crescent Moon                    | Дарла Роузпетал |
| 2012 | ф | Новый Человек-паук       | The Amazing Spider-Man                 | Шейла           |